# Зе Габриэл
Жозе́ Габриэ́л дос Са́нтос Си́лва (порт.-браз. José Gabriel dos Santos Silva; более известный, как Зе Габриэ́л порт.-браз. Zé Gabriel род. 21 января 1999, Кармополис, Сержипи) — бразильский футболист, защитник клуба «Васко да Гама».

## Клубная карьера
Габриэл — воспитанник клубов «Коринтианс» и «Интернасьонал». 14 июля 2019 года в матче против «Атлетико Паранаэнсе» он дебютировал в бразильской Серии A в составе последнего. 15 марта 2021 года в поединке Лиги Гаушо против «Ипиранга» Зе забил свой первый гол за «Интернасьонал». В начале 2022 года Габриэл перешёл в «Васко да Гама». 20 февраля в поединке Лиги Гаушо против «Аудакс Рио» игрок дебютировал за основной состав. 9 апреля в матче против «Вила-Нова» он дебютировал в бразильскую Серию B. По итогам сезона игрок помог клубу выйти в элиту. 22 сентября 2023 года в поединке против «Коритибы» Зе забил свой первый гол за «Васко да Гама». 